# Øresund (metrostation)
Øresund is een bovengronds metrostation in de Deense hoofdstad Kopenhagen.
Het metrostation bevindt zich vlak bij de tunnelinrit aan de Øresundsvej in de wijk Sundbyøster op het eiland Amager. Het werd geopend op 28 september 2007 en wordt bediend door metrolijn M2.

## Geschiedenis
Op 17 juli 1907 opende de Amagerbanen haar 12 km lange spoorlijn aan de oostkant van het eiland Amager tussen Amagerbro en Dragør. Deze lijn kende ook een station, Øresundsvej, op dezelfde locatie als het metrostation. Het stationsgebouw van de Amagerbanan is in 2005 afgebroken om de aanleg van de metro mogelijk te maken en daarna weer opgebouwd in het Frilandsmuseet.
Het tracé van de, in 1991 gesloten, Amagerbanan is ten zuiden van het station hergebruikt voor de metro, ten noorden van het station liep de Amagerbanen door tot de Uplandsgade waarlangs de lijn verder naar het westen liep. De naam van het oude station werd ook gebruikt als projectnaam maar bij de officiële vaststelling van de stationsnamen in 2000 kwam Kopenhagen met het voorstel om het station Helgoland te noemen. Deze naam bleek echter al gebruikt voor de werkplaats tussen Svanemøllen en Nordhavn, waarop Kopenhagen met een nieuw voorstel moest komen, waarop het station de naam Øresund kreeg. 
De metro werd tussen Lergravsparken en het oude tracé deels in een tunnel, deels in een sleuf gelegd. De metrolijn M2 werd op 28 september 2007 geopend door Kroonprins Frederik. Aanvankelijk waren er geen perronhekken langs het perron, maar die werden tussen 2012 en 2015 alsnog geplaatst. 

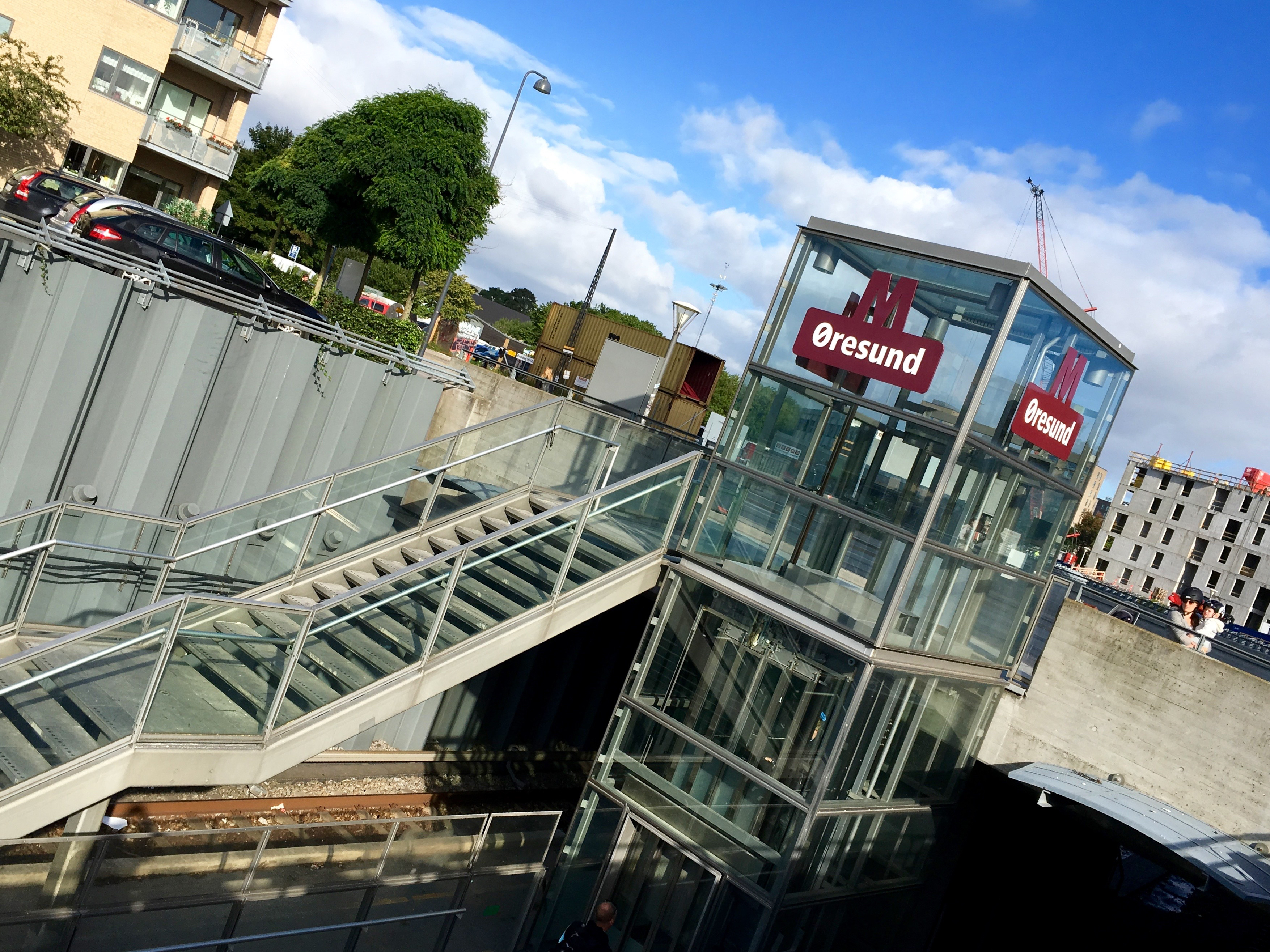
De toegang aan de Øresundsvej.
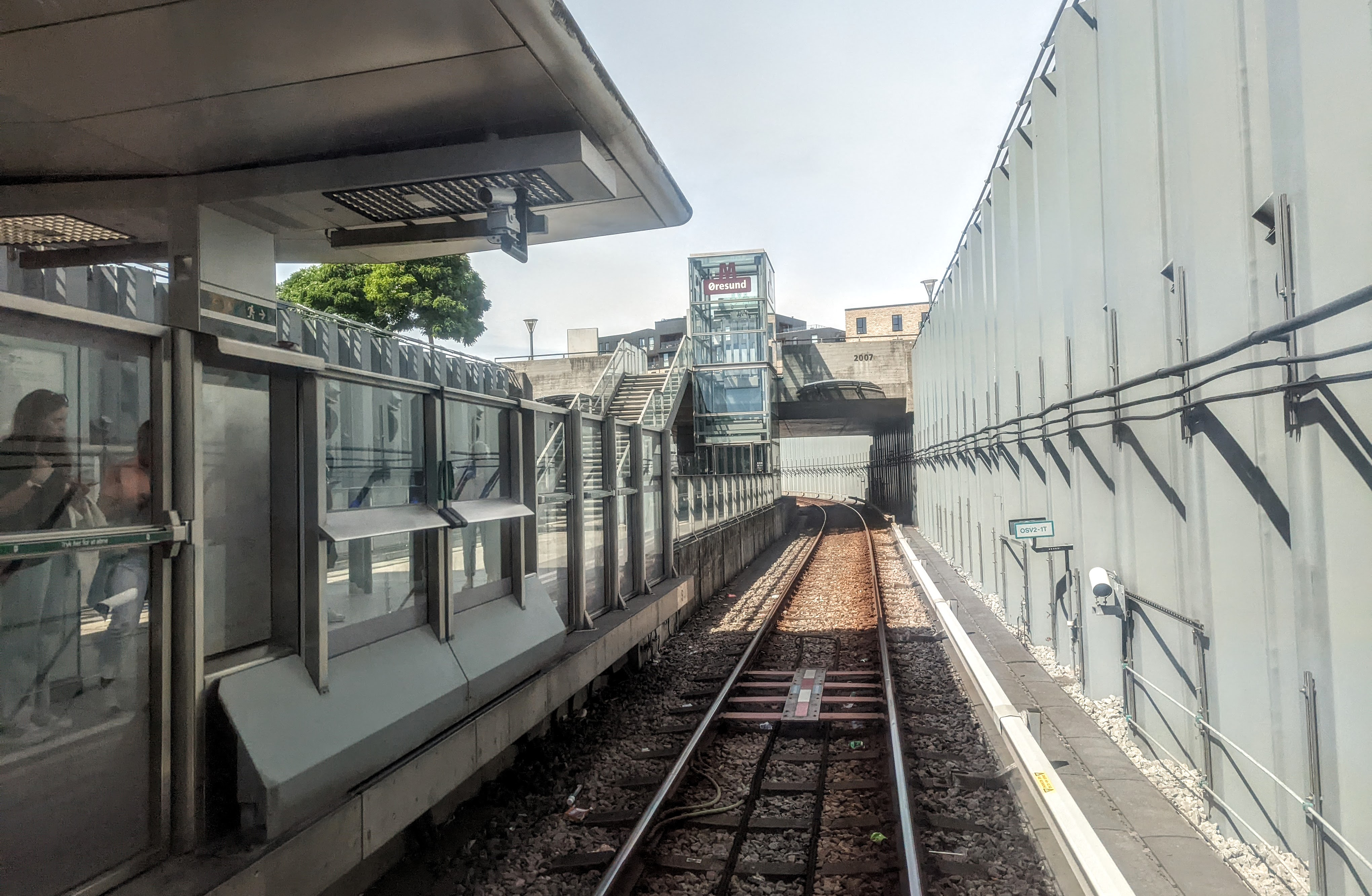
Een blik naar het noorden na de plaatsing van de perronhekken.

## Ligging en inrichting
Het eilandperron ligt in een sleuf tussen damwanden en heeft een toegang aan de noordkant bij de Øresundsvej. In de sleuf aan de stadszijde liggen vlak voor de tunnelmond twee overloopwissels zodat de metrostellen van spoor kunnen wisselen. Aan de zuidkant van het station ligt een helling met een kruiswissel dat eveneens gebruikt kan worden om van spoor te wisselen.
Vanløse  · Flintholm  · Lindevang · Fasanvej · Frederiksberg · Forum · Nørreport   · Kongens Nytorv · Christianshavn · Amagerbro · Lergravsparken · Øresund · Amager Strand · Femøren · Kastrup · Københavns Lufthavn 